# Asterix e seus Amigos
Astérix et ses Amis (francês Asterix e seus amigos)  é um álbum da série de banda desenhada franco-belga Astérix. lançado em 2007 para celebrar os 80 anos de Albert Uderzo, cocriador de Asterix. A renda da venda do álbum foi destinada à ONG francesa Defensoria das Crianças. O livro foi lançado no Brasil em 2008. Um total de 34 quadrinistas foram convidados para criar ilustrações ou histórias de até quatro páginas que "misturam" os personagens da série Asterix a outros personagens também criados por Uderzo.

## Histórias[1]
- Asterix nas artes primitivas - Jacques de Loustal (cartum);
- Homenagem - Juanjo Guarnido (cartum);
- Esses Blorks são loucos - Midam (cartum);
- Encontro descontrollado - Jean-Louis Mourier e Christophe Arleston (texto e arte);
- A grande ameaça - Zep (texto e arte);
- Cordialmente, XIII - Jean Van Hamme (roteiro) e William Vance (arte);
- Curso de Anatomix - Boucq (texto e arte);
- A guarnição, 2000 anos d.C. - Baru (texto e arte);
- Thorgalmente seu - Gregorz Rosinski e Jean Van Hamme (texto e arte);
- A vingança - Milo Manara (texto e arte);
- O outro Obelix - Turf (texto e arte);
- Voando em 50 a.C. - François Walthéry (texto e arte);
- A comunicação segundo os gauleses - Laudec e Cauvin (texto e arte);
- Era uma vez na Amerix - Laurent Gerra e Achdé (texto e arte);
- Galatina - Beltran (texto e arte);
- Como disse? - Serge Carrère (texto e arte);
- Todos os caminhos levam a Roma - Brösel (texto e arte);
- O laboratório de Gaston - Jidéhem (texto e arte);
- Asterix entre os sonhadores - Dany (texto e arte);
- O caldeirão - Cuzor (texto e arte), Meephe Versaevel (cores);
- O bolo de Tróia - Kathryn Immonen (texto) e Stuart Immonen (arte);
- Ric Rochet e o mistério do tempo - Tibet (texto e arte), Brichou (cenários e cores);
- Asterix em Patópolis - Vicar (texto e arte);
- Eterno Obelix - Jean e Philippe Graton (texto), Studio Graton (arte);
- A surpresa de Obelix - Claude Derib (texto e arte);
- A outra grande travessia - Batem (texto e arte);
- A vida noturna de Asterix - Forges (texto e arte);
- O desconhecido - David Lloyd (texto e arte);
- Escritório de turismo - Kuijpers (texto e arte);
- Torres e gauleses - Didier Tarquin e Christophe Arleston (texto e arte).